# 韋拉克魯斯 (南里奧格蘭德州)
29°42′54″S 52°30′21″W / 29.715°S 52.5058°W

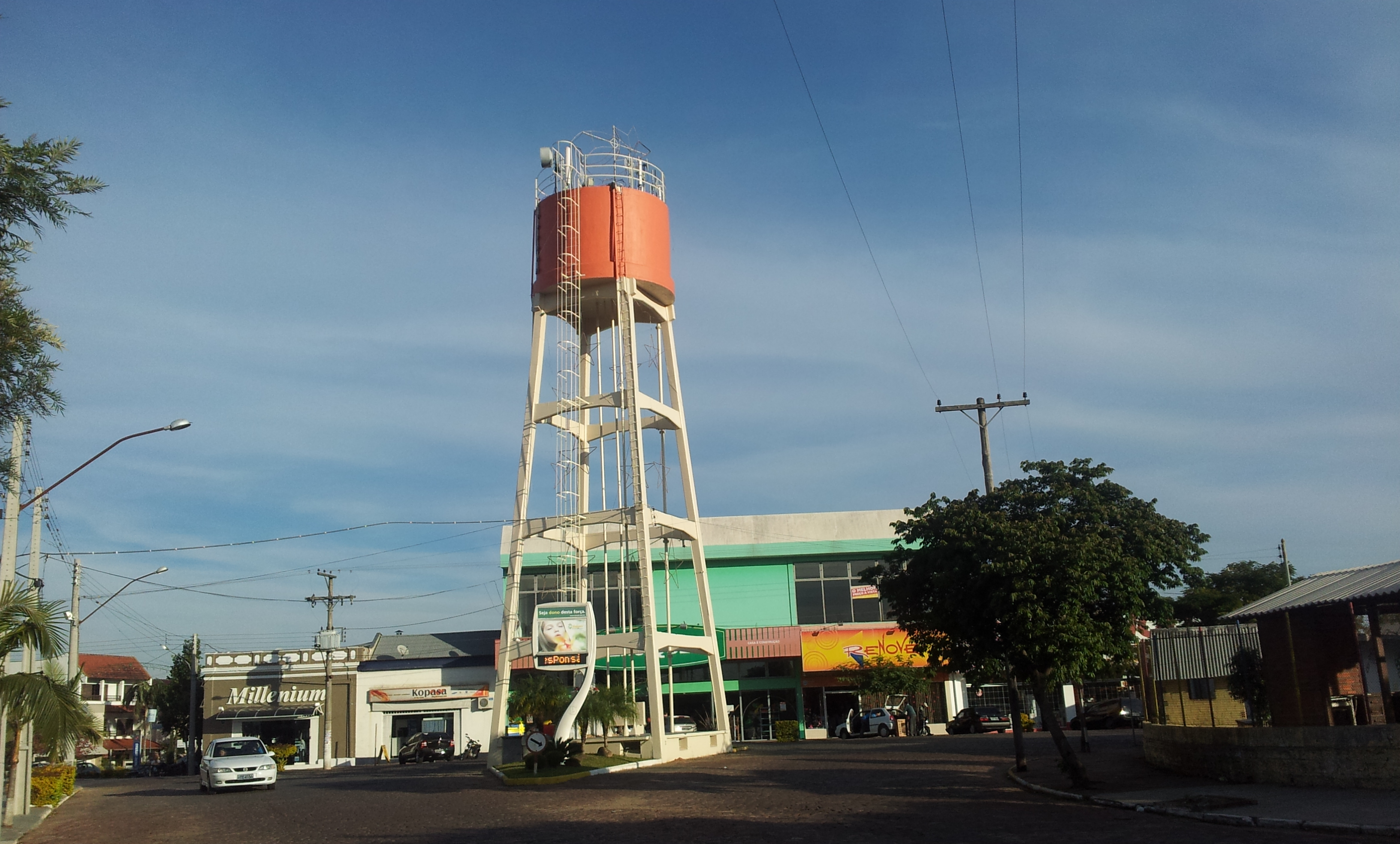
韋拉克魯斯

韋拉克魯斯（葡萄牙語：Vera Cruz）是巴西的城鎮，位於該國南部，由南里奧格蘭德州負責管轄，始建於1959年1月30日，面積310平方公里，海拔高度68米，2006年人口23,004，人口密度每平方公里74.21人。